# Itamar Batista
Itamar, właśc. Itamar Batista da Silva (ur. 12 kwietnia 1980 w Santa Maria) – brazylijski piłkarz występujący najczęściej na pozycji napastnika, obecnie zawodnik Al–Rajjan. Posiada również obywatelstwo portugalskie.